# Warham (Herefordshire)
Warham – wieś w Anglii, w hrabstwie Herefordshire. Leży 3 km na zachód od miasta Hereford i 191 km na zachód od Londynu.